# جون تيتوس
جون تيتوس (بالإنجليزية: John Titus)‏ هو لاعب كرة قاعدة أمريكي، ولد في 21 فبراير 1876 في سانت كلير في الولايات المتحدة، وتوفي بنفس المكان في 8 يناير 1943.

## وصلات خارجية
- جون تيتوس على موقعبيزبول رفرنس.كوم (الدوري الرئيسي) (الإنجليزية)
- جون تيتوس على موقعبيزبول رفرنس.كوم (الدوري الثانوي) (الإنجليزية)
- جون تيتوس على موقع جمعية أبحاث البيسبول الأمريكية (الإنجليزية)
- جون تيتوس على موقع مشجعي الرسوم البيانية (الإنجليزية)